# Tetje de Jongbrug
Tetje de Jongbrug (brug 100) is een vaste brug in Amsterdam-Centrum.
De brug ligt in de oostelijke kade van de Lijnbaansgracht en overspant de Looiersgracht. Deze gracht kent maar drie bruggen, de Looierssluis (brug 103), de brug 102 en deze brug 100. Brug 101, de Nieuwe Amstelbrug, ligt over de Amstel, dus elders in de stad. Brug 99 is voor wat betreft ontwerp een zusje van brug 100 en ze zijn in dezelfde tijd aangelegd. De brug werd in 1995 benoemd tot gemeentelijk monument. Nabij de brug stond de snoep-fabriek van Klene (1915-1986). Aan de overkant van de Lijnbaansgracht staat aan de Marnixstraat het Amsterdamsch Tehuis voor Arbeiders (ATVA) (een rijksmonument).
Hier ligt al eeuwen een brug, zoals op de kaart van Joan Blaeu uit 1649 te zien is. Eind 19e eeuw lag hier een vaste houten brug, die in 1885 verbreed moest worden. In 1913 kwam er een voorstel tot demping van de Looiersgracht met verlegging van de brug "naar" over de Lijnbaansgracht. Die plannen gingen niet door, de Looiersgracht bleef open. De aanbesteding vond plaats op 28 maart 1927. Van december 1927 tot mei 1928 werd hier de huidige brug (gegevens 2017) geplaatst in een ontwerp (van het bureau) van Piet Kramer, bruggenarchitect van de Dienst der Publieke Werken. Tegelijkertijd werd ook aan brug 98 en brug 99 gewerkt. De brug 100 (met name de walkanten) heeft de voor Kramer kenmerkende Amsterdamse Schoolstijl. De overspanning zelf is vrij standaard, maar de balustrades van siersmeedwerk zijn ook duidelijk van de hand van Kramer. Deze balustrades lopen door tot natuurstenen kolom, hier eenvoudig bewerkt, ook een kenmerk binnen Kramers bruggen. Het geheel wordt gedragen door een houten paalfundering
De brug werd op 25 mei 2020 vernoemd naar de eerste betaalde vrouwelijke Commissaris van politie van Nederland: Tetje de Jong. De brug ligt tussen twee (hoofd-)bureaus van politie in (Elandsgracht en Lijnbaansgracht).

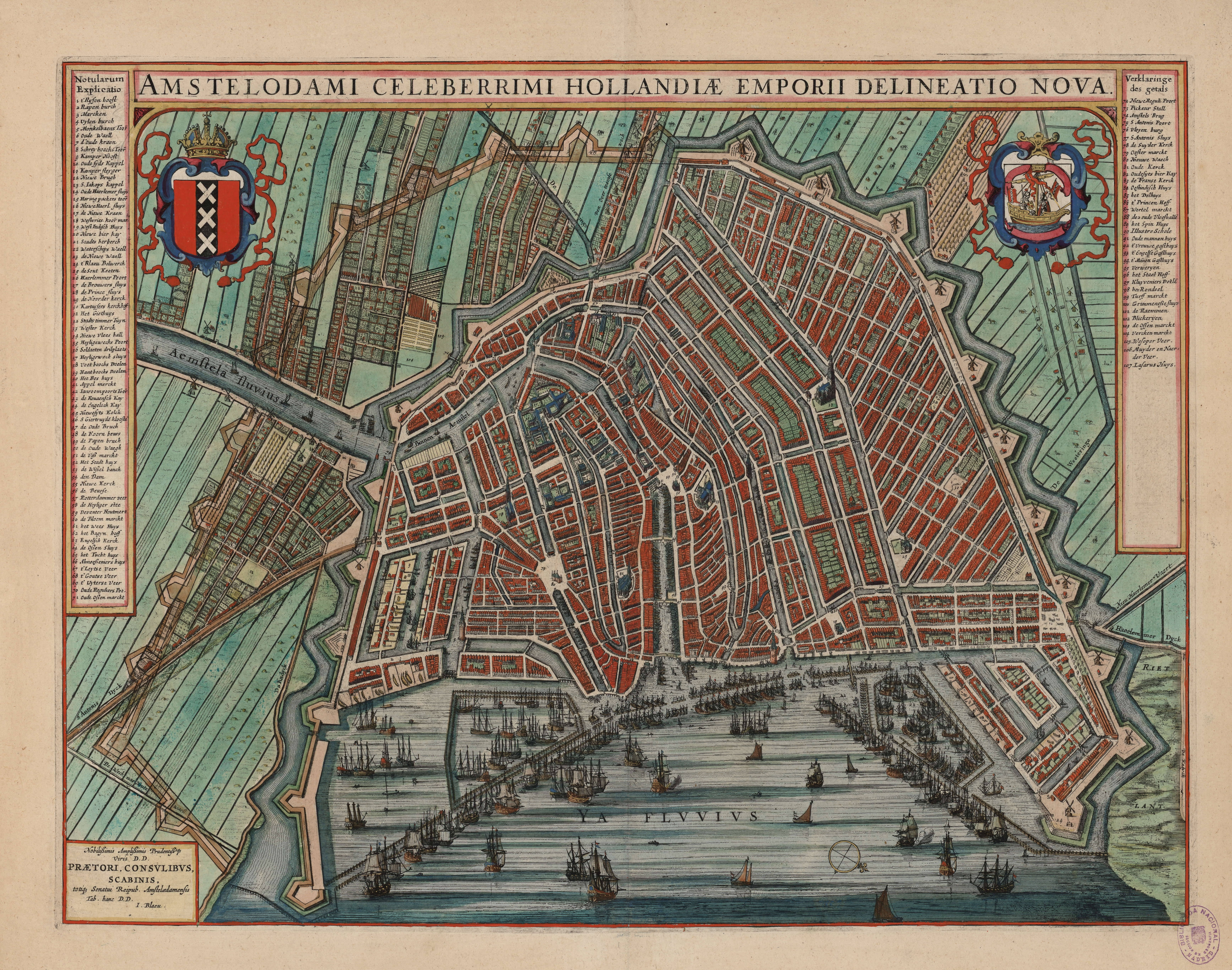
De brug is op de kaart van Joan Blaeu uit 1649 al aangegeven
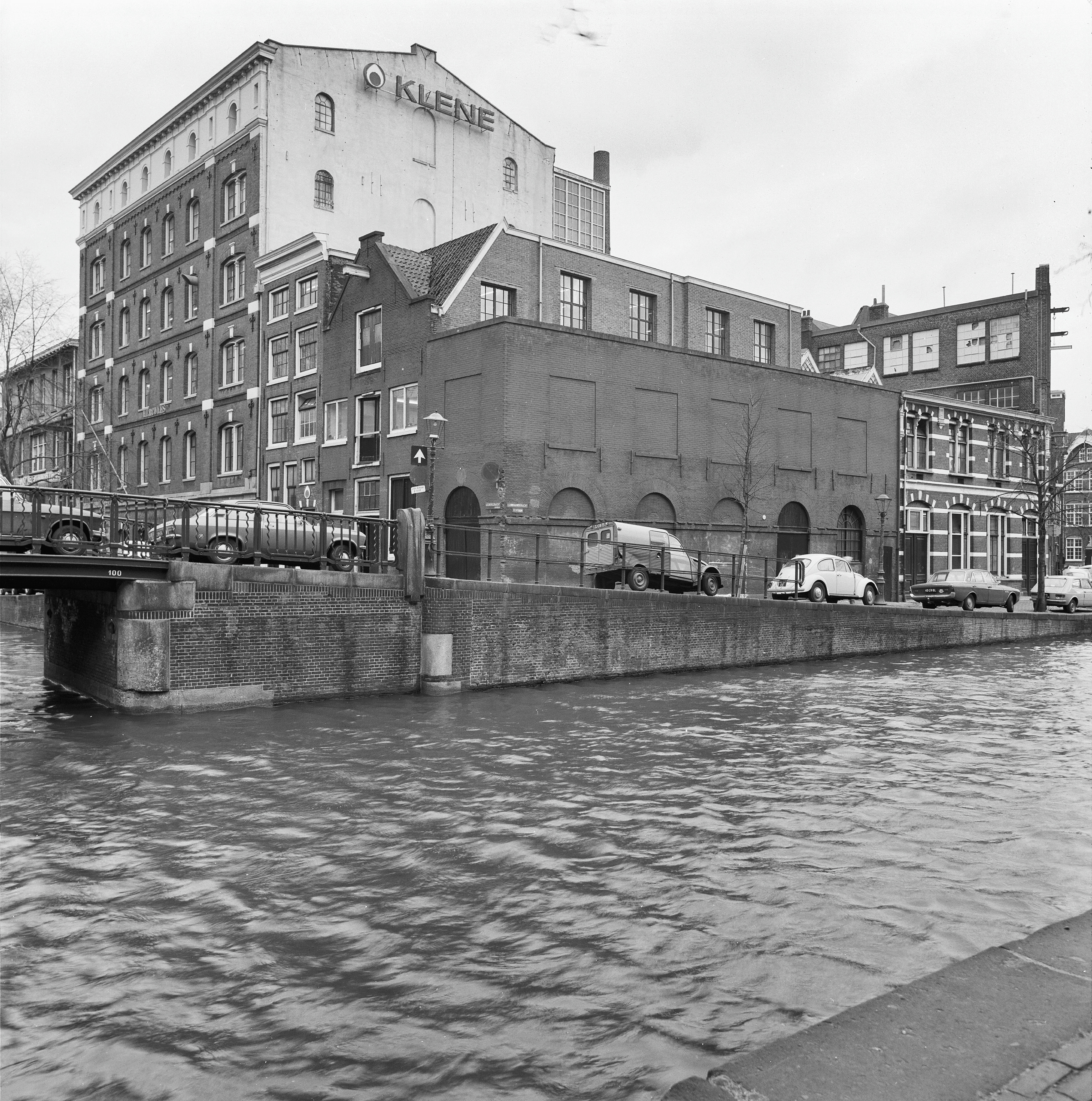
De brug en de Klene-fabriek in 1976.
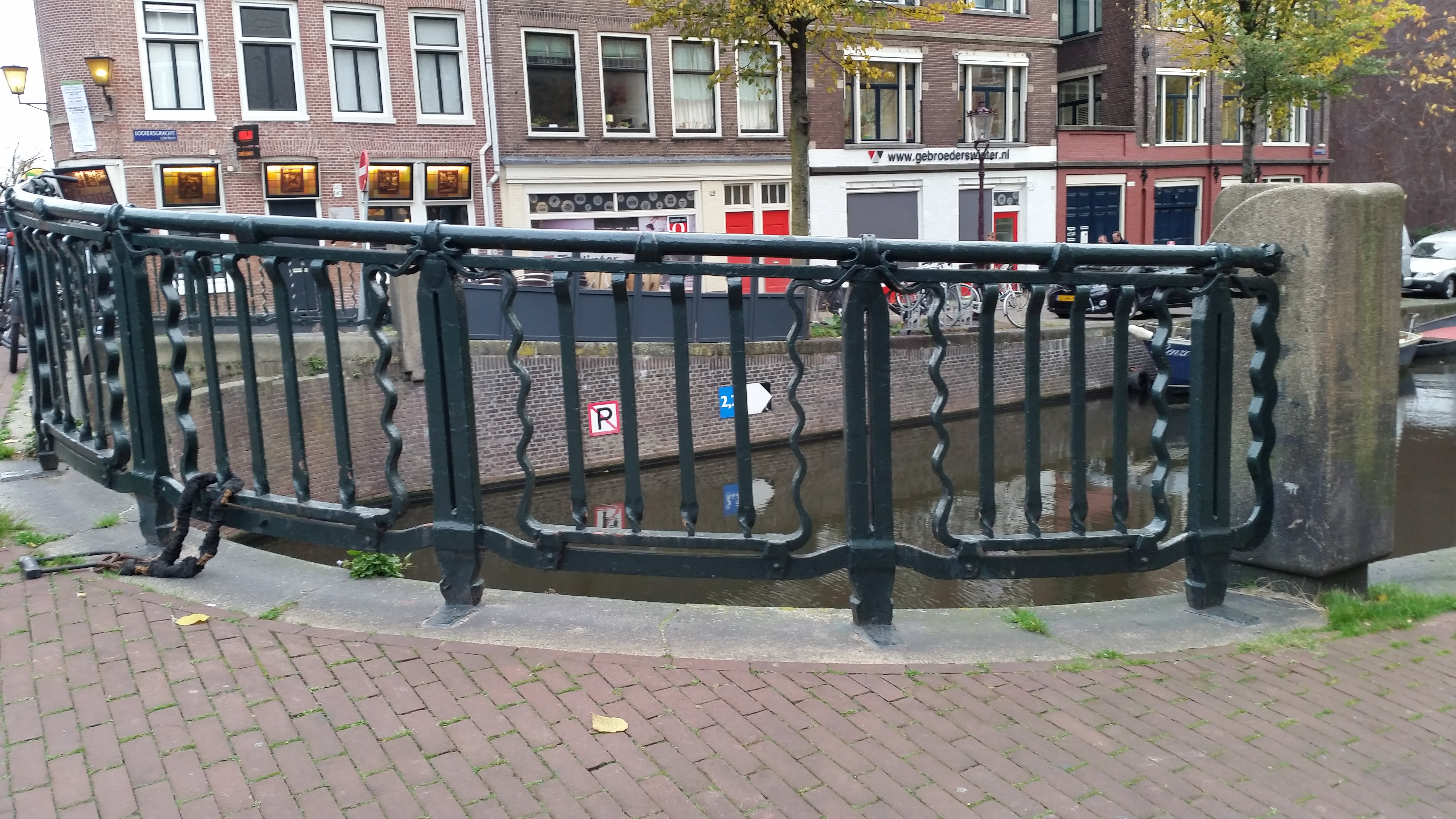
Gietijzeren leuning en granieten baluster (november 2018)

<<< · 100 · 101 · 102 · 103 ·  105 · 106 · 107 · 108 · 109 ·  110 · 111 · 112 · 113 · 114 · 115 · 116 · 117 · 118 · 119 · 120 · 121 · 122 · 123 · 124 · 125 · 126 · 127 · 128 · 129 · 130 · 131 · 132 · 135 · 136 · 137 · 138 · 139 · 140 · 141 · 142 · 143 · 144 · 145 · 146 · 147 · 148 · 149 ·  150 · 151 · 152 · 155 · 156 · 159 · 160 · 161 · 162 · 163 · 164 · 165 · 166 · 167 · 168 · 169 ·  170 · 171 · 172 · 173 · 174 · 175 · 176 · 177 · 178 · 179 · 180 · 181 · 182 · 183 · 184 · 185 · 186 · 187 · 189 · 190 · 191 · 192 · 193 · 194 · 195 · 196 · 198 · 199 · >>>
Brugnummers 104, 133, 134, 153, 154, 157, 158, 188 en 197 zijn niet (meer) in gebruik.